# Henryk Tymoteusz Marciniak
Henryk Tymoteusz Marciniak (ur. 1 stycznia 1947 w Lublinie, zm. 22 stycznia 2018 w Siennicy Królewskiej Dużej) – duchowny polskokatolicki, w latach 1970–1974 biskup podziemnego Kościoła Starokatolickiego w Polskiej Rzeczypospolitej Ludowej.

## Życiorys
Został wyświęcony na biskupa przez bp. Helmuta Norberta Marie Paulusa Maasa z Pozajurysdykcyjnego Zakonu Mariawitów w Niemczech. W 1999 był współkonsekratorem bp. Wojciecha Kolma z Kościoła Starokatolickiego w RP, którego głównym konsekratorem był wówczas bp Udo Maria Norbert Szuwart. Później był między innymi duchownym Kościoła Polskokatolickiego w Rzeczypospolitej Polskiej, gdzie jako prezbiter był proboszczem parafii św. Józefa w Tarnogórze. Brał między innymi udział w centralnych uroczystościach Kościoła Polskokatolickiego związanych z 50 rocznicą zakończenia II wojny światowej w Lublinie oraz w 2007 roku jako ceremoniarz w poświęceniu nowej świątyni parafii Matki Boskiej Nieustającej Pomocy i św. Józefa w Długim Kącie. W roku 2015 przeszedł na emeryturę. Na co dzień był duszpasterzem kaplicy starokatolickiej w Siennej Różanej k. Krasnegostawu.
Zmarł w swoim domu w Siennicy Królewskiej Dużej 22 stycznia 2018 r.